# Flughafen Baihan

i7
i11
i13
Der Flughafen Baihan (arabisch مطار بيحان, DMG Maṭār Baiḥān, IATA-Code: BHN, ICAO-Code: OYBN) ist ein ziviler Flughafen im Zentrum des Jemen; er liegt 2 Kilometer südlich der Stadt Baihan al-Kisab im Gouvernement Schabwa und gehörte bis zur Wiedervereinigung im Jahr 1990 zum Südjemen.
Der Flughafen verfügt über eine Start- und Landebahn, die in etwa nord-südlich verläuft; ein Terminalgebäude ist nicht vorhanden.

## Zwischenfälle
Es kam zwischen 1957 und 1975 zu vier Unfällen, bei denen verschiedene Flugzeuge bei der Landung beschädigt wurden. Auszüge:
- Am 4. Februar 1958 fielen an der Blackburn Beverley XH118 der Royal Air Force zwei Triebwerke aus, mutmaßlich nach Störung der Treibstoffversorgung. Bei der mit Rückenwind durchgeführten Notlandung auf dem Flugplatz Baihan geriet das Flugzeug von der Landebahn ab und überschlug sich in einer Sanddüne. Ein Mitglied der zehnköpfigen Besatzung kam ums Leben.[3][4]

- Am 1. November 1972 wurde eine Douglas DC-3 der Yemen Airlines (4W-ABJ) am Flughafen von Baihan al-Kisab irreparabel beschädigt. Über Personenschäden ist nichts bekannt.[5]